# ملبری آزموند
ملبری آزموند (به انگلیسی: Melbury Osmond) یک روستا و محله مدنی در بریتانیا است که در West Dorset واقع شده‌است. ملبری آزموند ۱۹۹ نفر جمعیت دارد.